# Scorpiops songi
Espèce
Scorpiops songi est une espèce de scorpions de la famille des Scorpiopidae.

## Distribution
Cette espèce est endémique du Tibet en Chine. Elle se rencontre dans le xian de Lhozhag.

## Description
Le mâle holotype mesure 72,0 mm.

## Étymologie
Cette espèce est nommée en l'honneur de Da-xiang Song.

## Publication originale
- Di & Qiao, 2020 : « Scorpiops songi sp.n. and key to species of Scorpiops from China (Scorpiones: Scorpiopidae). » Arthropoda Selecta, vol. 29, no 3, p. 316–324 (texte intégral).